# Euptychia texana
Euptychia texana är en fjärilsart som beskrevs av Robert Grant Wind 1946. Euptychia texana ingår i släktet Euptychia och familjen praktfjärilar. Inga underarter finns listade i Catalogue of Life.